# Theroniana brevis
Theroniana brevis är en insektsart som först beskrevs av Pieter D. Theron 1982.  Theroniana brevis ingår i släktet Theroniana och familjen dvärgstritar. Inga underarter finns listade i Catalogue of Life.